# Jelimaj (2022)
Jelimaj (kaz. Елім-ай) – kazachski klub piłkarski mający swoją siedzibę w Semeju. Występuje w Priemjer Ligasy, najwyższym szczeblu piłkarskim w Kazachstanie.

## Historia
Klub Jelimaj został założony 3 maja 2022. W grudniu 2022 Sierki Bajgaljew (jeden ze współzałożycieli) poinformował fanów na spotkaniu, że nowopowstały klub nie jest spadkobiercą ani kontynuatorem nieistniejącego Spartaka Semej. W sezonie 2023 klub przystąpił do rozgrywek Byrynszy liga, które wygrał i awansował tym samym do Priemjer Ligasy.

## Stadion
Jelimaj rozgrywa swoje mecze na Stadionie Spartak w Semeju.

## Skład
Stan na 6 listopada 2024
| Nr | Poz. | Piłkarz                |
| -- | ---- | ---------------------- |
| 1  | BR   | Rachat Mawlikiejew     |
| 3  | OB   | Samuel Odeoyibo        |
| 4  | OB   | Danił Penczikow        |
| 5  | OB   | Siergiej Kejlier       |
| 7  | NA   | Roman Murtazajew       |
| 8  | PO   | Jurij Piercuch         |
| 9  | NA   | Isłam Maszukow         |
| 10 | PO   | Jerkiebułan Nurgalijew |
| 11 | NA   | Iwan Swiridow          |
| 12 | PO   | Asłan Darabajew        |
| 15 | OB   | Dmitrij Szmidt         |
| 19 | OB   | Michaił Gabyszew       |
| 20 | NA   | China                  |

| Nr | Poz. | Piłkarz                 |
| -- | ---- | ----------------------- |
| 21 | OB   | Sułtan Abiłgazy         |
| 22 | NA   | Żan-Ali Pajruz          |
| 23 | PO   | Maicom David            |
| 24 | NA   | Edarlyn Reyes           |
| 35 | BR   | Maksym Kowal            |
| 37 | PO   | Mejrdżan Żumadiłow      |
| 63 | OB   | Ivan Šaravanja          |
| 77 | OB   | Dmitrij Szomko          |
| 78 | BR   | Denis Kawlinow          |
| 81 | PO   | Mikita Korzun (kapitan) |
| 88 | OB   | Dimitrij Jaszyn         |
| 92 | NA   | Quentin Cornette        |
|    | OB   | Nursułtan Sowietkazy    |

## Sukcesy
- Byrynszy liga (1x): 2023